# Nati nel 1920/Ottobre
| Questa pagina contiene informazioni ricavate automaticamente dalle voci biografiche con l'ausilio del template Bio e di un bot. L'aggiornamento è periodico e automatico e ricostruisce completamente la pagina. Se manca una persona in questa lista, sei pregato di non aggiungerla, ma accertati piuttosto che la sua voce biografica contenga il template Bio e che i dati anagrafici siano correttamente compilati. Se il template Bio manca, inseriscilo tu stesso o, in alternativa, metti l'avviso {{tmp\|Bio}} che ne segnala la mancanza. Se i dati riportati sono sbagliati, correggi direttamente la voce biografica; le modifiche saranno visibili in questa lista entro pochi giorni. Per chiarimenti vedi il progetto biografie. La lista contiene solo le 202 persone che sono citate nell'enciclopedia e per le quali è stato implementato correttamente il template Bio. Pagina aggiornata al 10 ago 2025. |

- 1º ottobre - Dante Carrara, calciatore italiano
- 1º ottobre - Lonny Chapman, attore statunitense († 2007)
- 1º ottobre - Walter Matthau, attore statunitense († 2000)
- 1º ottobre - Giordano Milloch, calciatore italiano
- 2 ottobre - Giuseppe Colombo, matematico, fisico e ingegnere italiano († 1984)
- 2 ottobre - Ștefan Kovács, allenatore di calcio e calciatore rumeno († 1995)
- 2 ottobre - Tun Tin, generale e politico birmano († 2020)
- 3 ottobre - Bill Davis, cestista statunitense († 1975)
- 3 ottobre - Marcello De Salvia, ufficiale e aviatore italiano († 1941)
- 3 ottobre - Philippa Ruth Foot, filosofa inglese († 2010)
- 3 ottobre - Silvio Mello Grand, politico italiano († 2002)
- 4 ottobre - Kurt Krüger, calciatore tedesco († 2003)
- 4 ottobre - Luigi Scapuzzi, militare italiano († 1943)
- 4 ottobre - Steve Seymour, giavellottista statunitense († 1973)
- 4 ottobre - Gigi Stok, fisarmonicista, compositore e arrangiatore italiano († 2003)
- 4 ottobre - Hermann Weißauer, chimico e compositore di scacchi tedesco († 2014)
- 5 ottobre - Giulio Cisco, giornalista e scrittore italiano († 1999)
- 5 ottobre - Raffaello Franchini, filosofo e saggista italiano († 1990)
- 5 ottobre - Václav Havel, canoista cecoslovacco († 1979)
- 5 ottobre - Meliton Kantaria, militare sovietico († 1993)
- 5 ottobre - Al Lujack, cestista statunitense († 2002)
- 5 ottobre - Gigi Marsico, cestista e allenatore di pallacanestro italiano († 2002)
- 5 ottobre - Clara Schroth-Lomady, ginnasta statunitense († 2014)
- 6 ottobre - Pietro Consagra, scultore e scrittore italiano († 2005)
- 6 ottobre - Sergio Cotta, giurista e filosofo italiano († 2007)
- 6 ottobre - Arne Jutner, pallanuotista svedese († 2009)
- 6 ottobre - Vico Magistretti, progettista, architetto e urbanista italiano († 2006)
- 6 ottobre - Pierre Jean Trần Xuân Hạp, vescovo cattolico vietnamita († 2005)
- 7 ottobre - Roger Dewasch, pallanuotista francese († 1989)
- 7 ottobre - Georg Leber, sindacalista e politico tedesco († 2012)
- 7 ottobre - Dave Ricketts, pistard e ciclista su strada britannico († 1996)
- 7 ottobre - Jack Rowley, allenatore di calcio e calciatore inglese († 1998)
- 8 ottobre - Emilio De Sanzuane, paroliere, compositore e editore italiano († 2012)
- 8 ottobre - Frank Dochnal, pilota automobilistico statunitense († 2010)
- 8 ottobre - Dorothy Dow, soprano statunitense († 2005)
- 8 ottobre - Tullio Farabola, fotografo italiano († 1983)
- 8 ottobre - George Ernest Goodman, militare e aviatore britannico († 1941)
- 8 ottobre - Maxi Herber, pattinatrice artistica su ghiaccio tedesca († 2006)
- 8 ottobre - Frank Herbert, scrittore di fantascienza statunitense († 1986)
- 8 ottobre - Salah Nasr al-Nagumi, politico e militare egiziano († 1982)
- 9 ottobre - G. Alvigini, calciatore italiano
- 9 ottobre - Jens Bjørneboe, scrittore, poeta e drammaturgo norvegese († 1976)
- 9 ottobre - Yusef Lateef, musicista e compositore statunitense († 2013)
- 9 ottobre - Silvio Loffredo, pittore italiano († 2013)
- 9 ottobre - Nicoletta Parodi, attrice italiana († 2013)
- 9 ottobre - Viliam Záborský, attore slovacco († 1982)
- 9 ottobre - Benedito de Ulhôa Vieira, arcivescovo cattolico brasiliano († 2014)
- 10 ottobre - Piero Brolis, scultore italiano († 1978)
- 10 ottobre - Armando Cascio, politico italiano († 1998)
- 10 ottobre - Jean-Michel Coulon, pittore francese († 2014)
- 10 ottobre - Luigi Figoli, bobbista italiano († 1990)
- 10 ottobre - Gail Halvorsen, aviatore e militare statunitense († 2022)
- 10 ottobre - Jacqueline Mazéas, discobola francese († 2012)
- 10 ottobre - Virgilio Sabel, regista cinematografico e sceneggiatore italiano († 1989)
- 10 ottobre - Frank Sinkwich, giocatore di football americano statunitense († 1990)
- 11 ottobre - Alfredo Campagner, altista italiano († 2016)
- 11 ottobre - Werner Emser, calciatore tedesco († 2004)
- 11 ottobre - Silvana Fioresi, cantante italiana († 2002)
- 11 ottobre - Miguel Flores, calciatore cileno († 2002)
- 11 ottobre - Enrico Riziero Galvaligi, generale italiano († 1980)
- 11 ottobre - Marino Golinelli, imprenditore, filantropo e collezionista d'arte italiano († 2022)
- 11 ottobre - James Aloysius Hickey, cardinale e arcivescovo cattolico statunitense († 2004)
- 11 ottobre - Alejandro Moreno Rodillo, cestista cileno († 2011)
- 11 ottobre - Edgar Negret, scultore colombiano († 2012)
- 11 ottobre - Ľudovít Venutti, calciatore slovacco († 2002)
- 12 ottobre - Georg Hees, traduttore tedesco († 2000)
- 12 ottobre - Mario Landi, regista e attore italiano († 1992)
- 12 ottobre - Umberto Lombardini, calciatore italiano († 1986)
- 12 ottobre - Virginia Montalcini, italiana († 1944)
- 12 ottobre - Christopher Soames, politico e diplomatico britannico († 1987)
- 12 ottobre - Guy Soulié, astronomo francese († 2015)
- 12 ottobre - Antonina Leont'evna Zubkova, militare sovietica († 1950)
- 13 ottobre - Umberto Cesari, pianista italiano († 1992)
- 13 ottobre - Albert Hague, attore e compositore tedesco († 2001)
- 13 ottobre - Laraine Day, attrice statunitense († 2007)
- 13 ottobre - Andrea Nespolo, calciatore italiano
- 13 ottobre - Domenico Quaranta, militare e partigiano italiano († 1944)
- 13 ottobre - Khamlillal Shah, nuotatore e pallanuotista indiano († 1989)
- 14 ottobre - Émile Bermyn, pallanuotista francese († 1973)
- 14 ottobre - Giuseppe Burtone, militare, partigiano e politico italiano († 2009)
- 14 ottobre - Edward Re, magistrato statunitense († 2006)
- 15 ottobre - Erzsébet Balázs, ginnasta ungherese († 2014)
- 15 ottobre - Heinz Barth, militare tedesco († 2007)
- 15 ottobre - Miguel Busquets, calciatore cileno († 2002)
- 15 ottobre - Salvo D'Acquisto, militare italiano († 1943)
- 15 ottobre - Myron J. Gordon, economista statunitense († 2010)
- 15 ottobre - Franz Hrdlicka, aviatore tedesco († 1945)
- 15 ottobre - Patricia Jessel, attrice britannica († 1968)
- 15 ottobre - Claude Monteux, flautista e direttore d'orchestra statunitense († 2013)
- 15 ottobre - Mario Puzo, scrittore e sceneggiatore statunitense († 1999)
- 15 ottobre - Olavi Salminen, pentatleta finlandese († 1999)
- 15 ottobre - Henri Verneuil, regista, sceneggiatore e produttore cinematografico armeno († 2002)
- 15 ottobre - Ugo Zatterin, giornalista italiano († 2000)
- 15 ottobre - Irma de Antequeda, schermitrice argentina († 2005)
- 16 ottobre - Balda Di Vittorio, politica italiana († 2015)
- 16 ottobre - Incidente di Cecil Kelley, chimico statunitense († 1959)
- 16 ottobre - Aldona Vailokaitytė, cestista lituana († 2006)
- 17 ottobre - Montgomery Clift, attore statunitense († 1966)
- 17 ottobre - Miguel Delibes, scrittore spagnolo († 2010)
- 17 ottobre - Per Figved, calciatore norvegese († 1986)
- 17 ottobre - Rudolf Hrušínský, attore ceco († 1994)
- 17 ottobre - Leopold Mikolasch, calciatore austriaco († 1964)
- 17 ottobre - Zully Moreno, attrice argentina († 1999)
- 17 ottobre - Muhammad Nur al-Din Isma'il, imam egiziano
- 17 ottobre - Sauveur Rodriguez, calciatore francese († 2013)
- 17 ottobre - Jann Sørdahl, calciatore norvegese († 1996)
- 17 ottobre - Jean Trent, attrice statunitense († 2005)
- 18 ottobre - Marcel Béziers, cestista e allenatore di pallacanestro francese († 2016)
- 18 ottobre - Gualtiero Driussi, sindacalista e politico italiano († 1996)
- 18 ottobre - Renzo Magnanini, pittore e scultore italiano († 2006)
- 18 ottobre - Melina Merkouri, attrice, cantante e politica greca († 1994)
- 18 ottobre - Domenico Mezzadra, partigiano e politico italiano († 1986)
- 18 ottobre - Ulf Palme, attore svedese († 1993)
- 18 ottobre - Kléber Piot, ciclista su strada e ciclocrossista francese († 1990)
- 18 ottobre - Piero Pozzi, calciatore italiano († 1991)
- 19 ottobre - Alberto Boccanegra, filosofo e teologo italiano († 2010)
- 19 ottobre - Piero Boni, sindacalista e partigiano italiano († 2009)
- 19 ottobre - Gianfranco D'Aronco, politico e filologo italiano († 2019)
- 19 ottobre - Fioretta Dolfi, attrice italiana
- 19 ottobre - LaWanda Page, attrice statunitense († 2002)
- 19 ottobre - Guido Sacerdote, regista televisivo, autore televisivo e produttore televisivo italiano († 1988)
- 19 ottobre - Lidoro Soria, calciatore argentino
- 19 ottobre - Carlo Taverna, militare e partigiano italiano († 2023)
- 19 ottobre - Harry Alan Towers, sceneggiatore, produttore cinematografico e produttore televisivo britannico († 2009)
- 20 ottobre - Harry Bamford, calciatore britannico († 1958)
- 20 ottobre - Felice Cerri, calciatore italiano († 2016)
- 20 ottobre - Jože Javoršek, scrittore sloveno († 1990)
- 20 ottobre - Evgenija Kozyreva, attrice sovietica († 1992)
- 20 ottobre - Ray Linn, trombettista statunitense († 1996)
- 20 ottobre - Veerasamy Ringadoo, politico mauriziano († 2000)
- 20 ottobre - Masao Sugiuchi, giocatore di go giapponese († 2017)
- 21 ottobre - Plinio Antolini, astronomo italiano († 2012)
- 21 ottobre - Hy Averback, regista e attore statunitense († 1997)
- 21 ottobre - Francisco Castro Rodrigues, architetto portoghese († 2015)
- 21 ottobre - Bruno Facchin, calciatore italiano
- 21 ottobre - Herm Klotz, cestista statunitense († 2014)
- 21 ottobre - Enrico Hartneid del Liechtenstein, diplomatico liechtensteinese († 1993)
- 22 ottobre - Giorgio Da Costa, allenatore di calcio e calciatore italiano († 2009)
- 22 ottobre - Mitzi Green, attrice statunitense († 1969)
- 22 ottobre - Janet Jagan, politica guyanese († 2009)
- 22 ottobre - Timothy Leary, scrittore, psicologo e attore statunitense († 1996)
- 22 ottobre - Paul Makler, schermidore statunitense († 2022)
- 22 ottobre - Harry Potts, calciatore e allenatore di calcio inglese († 1996)
- 22 ottobre - Augusto da Costa, calciatore brasiliano († 2004)
- 23 ottobre - Rayford Barnes, attore statunitense († 2000)
- 23 ottobre - Tetsuya Theodore Fujita, meteorologo giapponese († 1998)
- 23 ottobre - Huck Hartman, cestista statunitense († 1946)
- 23 ottobre - Giovannino Loreti, politico e avvocato italiano († 2014)
- 23 ottobre - Franz-Albrecht Metternich-Sandor, nobile, storico e bibliotecario tedesco († 2009)
- 23 ottobre - Bob Montana, fumettista statunitense († 1975)
- 23 ottobre - Severino Radici, cestista italiano († 2001)
- 23 ottobre - Gianni Rodari, scrittore, pedagogista e giornalista italiano († 1980)
- 23 ottobre - Art Stolkey, cestista statunitense († 2013)
- 24 ottobre - Cesare Benedetti, calciatore e pittore italiano († 2002)
- 24 ottobre - Robert-Joseph Coffy, cardinale e arcivescovo cattolico francese († 1995)
- 24 ottobre - Jan Elzinga, poliziotto olandese
- 24 ottobre - Doug Flack, calciatore inglese († 2005)
- 24 ottobre - Tristano Manacorda, fisico italiano († 2008)
- 24 ottobre - Wendell Marshall, contrabbassista statunitense († 2002)
- 24 ottobre - Enea Pavani, giocatore di curling italiano († 1998)
- 24 ottobre - Marcel Schützenberger, matematico francese († 1996)
- 25 ottobre - Guido Leoni, sceneggiatore, regista e direttore del doppiaggio italiano († 1998)
- 25 ottobre - Aldo Loreti, politico italiano († 1992)
- 25 ottobre - Frank Sheeran, sindacalista e mafioso statunitense († 2003)
- 25 ottobre - Megan Taylor, pattinatrice artistica su ghiaccio britannica († 1993)
- 25 ottobre - Geneviève de Gaulle-Anthonioz, partigiana francese († 2002)
- 26 ottobre - Siegfried Müller, militare e mercenario tedesco († 1983)
- 26 ottobre - Ugo Scaramella, arbitro di calcio italiano
- 27 ottobre - Felicisimo Ampon, tennista filippino († 1997)
- 27 ottobre - Nanette Fabray, attrice, cantante e ballerina statunitense († 2018)
- 27 ottobre - Charles Horvath, attore statunitense († 1978)
- 27 ottobre - Guido Manfré, calciatore italiano († 1997)
- 27 ottobre - Kocheril Raman Narayanan, politico indiano († 2005)
- 27 ottobre - Mihály Vörös, calciatore e allenatore di calcio ungherese († 2008)
- 28 ottobre - Patrick Laurence Murphy, vescovo cattolico australiano († 2007)
- 28 ottobre - José Ignacio Rivero, giornalista cubano († 2011)
- 28 ottobre - Albin Wolf, aviatore tedesco († 1944)
- 29 ottobre - Luigi Bassi, calciatore italiano
- 29 ottobre - Baruj Benacerraf, fisiologo e immunologo venezuelano († 2011)
- 29 ottobre - Hilda Bernard, attrice argentina († 2022)
- 29 ottobre - Lorenzo Franchi, scrittore e giornalista italiano († 2004)
- 29 ottobre - Guy Héraud, insegnante e giurista francese († 2003)
- 29 ottobre - Kate Murtagh, attrice statunitense († 2017)
- 29 ottobre - Erling Sørensen, calciatore e allenatore di calcio danese († 2002)
- 30 ottobre - Juliette Benzoni, scrittrice francese († 2016)
- 30 ottobre - Norman Bird, attore britannico († 2005)
- 30 ottobre - Salvatore Bucca, linguista italiano († 2005)
- 30 ottobre - Plinio De Martiis, gallerista e fotografo italiano († 2004)
- 30 ottobre - Carlo Donida, compositore e pianista italiano († 1998)
- 30 ottobre - José María Echevarría, calciatore spagnolo († 1966)
- 30 ottobre - Paolo Sylos Labini, economista italiano († 2005)
- 31 ottobre - Dario Bernazza, saggista e paroliere italiano († 1995)
- 31 ottobre - Leon Danielian, ballerino e coreografo statunitense († 1997)
- 31 ottobre - Sergio Donnini, pittore e partigiano italiano († 2006)
- 31 ottobre - Dick Francis, scrittore britannico († 2010)
- 31 ottobre - Ted Fritsch, giocatore di football americano, cestista e giocatore di baseball statunitense († 1979)
- 31 ottobre - Gunnar Gren, calciatore e allenatore di calcio svedese († 1991)
- 31 ottobre - Bruno Hasbrouck Zimm, chimico statunitense († 2005)
- 31 ottobre - Takashi Kano, calciatore giapponese († 2000)
- 31 ottobre - Dedan Kimathi, rivoluzionario keniano († 1957)
- 31 ottobre - Helmut Newton, fotografo tedesco († 2004)
- 31 ottobre - Fritz Walter, calciatore tedesco († 2002)